# Hasan Abdal
Hasan Abdal (Urdu حسن ابدال) ist eine Stadt im nördlichen Punjab (Pakistan), wo die Grand Trunk Road auf den Karakoram Highway trifft, nordwestlich von Wah. Hasan Abdal liegt 40 km nordwestlich von Rawalpindi. Es ist Sitz des Cadet College.